# Toyohashi
Toyohashi (豊橋市?, Toyohashi-shi) è una città giapponese della Prefettura di Aichi.
La città venne fondata il 1º agosto 1906. A partire dal 1º ottobre 2005 la città ha una popolazione stimata di 379.830, con una densità di 1.413,94 persone per chilometro quadrato.

## Caratteristiche
Toyohashi è situata nella parte orientale della Prefettura di Aichi, ed è la città centrale del distretto di Higashi Mikawa. Il Porto Mikawa è uno dei principali porti per il commercio a livello mondiale e la sua presenza ha fatto di Toyohashi un'importante città in quanto maggior centro di importazione ed esportazione di automobili in Giappone in termini di volume.
La città ha anche una spiaggia lungo l'Oceano Pacifico, dove sono state viste deporre le uova delle tartarughe marine.

## Amministrazione

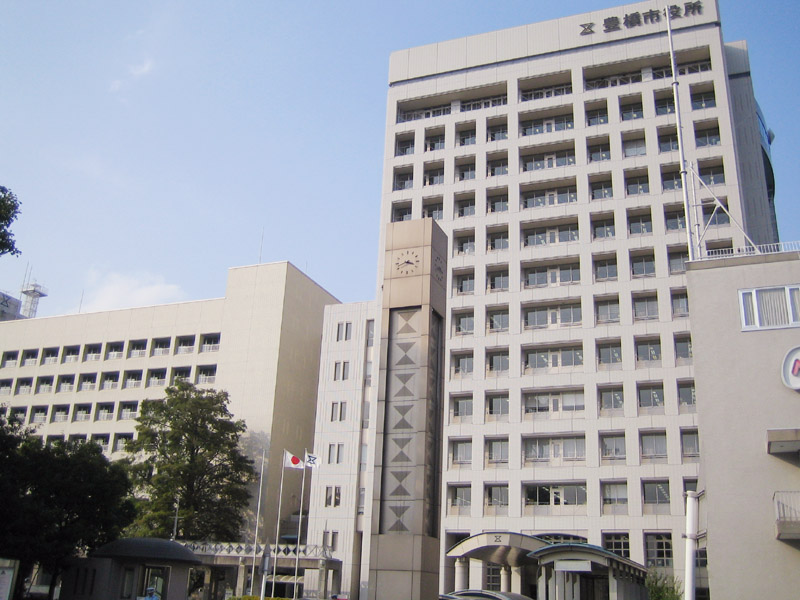
Toyohashi

### Sindaco
Masaru Hayakawa (1996 -)